# Veliki Lipoglav
Veliki Lipoglav este o localitate din comuna Ljubljana, Slovenia, cu o populație de 49 de locuitori.